# Avenida Marginal
Avenida Marginal és un important passeig marítim situat a Mindelo, a l'ila de São Vicente (Cap Verd). La seva extensió comprén la costa de la Badia de Porto Grande des del centre de la ciutat fins als afores de la mateixa per l'extrem nord-oest, i ofereix unes vistes del Monte Cara (ubicat també a São Vicente) i de l'illa veïna de Santo Antão.
És una via que enllaça amb l'avinguda que connecta amb les carreteres que porten al sud-est i al sud-oest (Rua de Morguinho) de l'illa. Pel sud limita amb el port, on s'hi troben els serveis portuaris i de transbordadors amb connexions a Santo Antão. L'avinguda es va pavimentar durant la dècada de 1970 i actualment bona part del seu recorregut divideix el flux de trànsit del de vianants.
S'hi troba el Centre Cultural Portuguès de la ciutat, un dels museus en què s'hi realitzen activitats culturals i espectacles. També hi ha associacions que realitzen exhibicions i entrenaments de capoeira.

## Curiositats
Un àlbum del cantant capverdià Bana rep aquest nom en honor de l'avinguda. També una cançó de Cesária Évora en el seu àlbum Rogamar (2006).